# Gornet-Cricov, Prahova
Gornet-Cricov este satul de reședință al comunei cu același nume din județul Prahova, Muntenia, România. Din componența comunei Gornet-Cricov mai fac parte localitățile:Coșerele, Dobrota, Priseaca, Țărculești și Valea Seacă.